# تصویربرداری تشدید مغناطیسی موازی
تصویر برداری تشدید مغناطیسی موازی (Parallel Imaging MRI) نام یک شیوه پیشرفته در تصویربرداری تشدید مغناطیسی است.
تصویربرداری MRI یک تکنیک پیشرفته و غیر تهاجمی است. همچنین تصاویر MRI وضوح تصویر خوبی دارند، عیب اصلی این نوع تصویر برداری کندی سرعت آن می‌باشد. در تصویر برداری MRI گرفتن اطلاعات به صورت پرکردن ماتریس فضای فرکانس مکانی (K-space) می‌باشد که اغلب به صورت سطر به سطر صورت می‌گیرد. عامل اصلی در محدودیت سرعت این روش تصویرگری، همین تعدد خطوطی است که برای تشکیل تصویر با رزولیشن مطلوب لازم است. تصویر برداری تشدید مغناطیسی موازی یک رویکرد جدید برای ساختن تصویر به کمک تعداد کمتری از خطوط فضای K است. تصویر برداری موازی روش‌های مختلفی را پیشنهاد می‌دهد که با جمع‌آوری خطوط کمتر فضای K می‌توان یک تصویر مطلوب برای تشخیص بیماری ایجاد کرد. تعداد خطوط کاهش یافته توسط عامل کاهش یا شتاب تعیین می‌شود. برای مثال عامل کاهش یا شتاب ۲ نشان می‌دهد که تعداد خطوط فضای k به نصف تعداد معمولی خود کاهش یافته‌است. با استفاده از این روش می‌توانیم یکی از مهم‌ترین عوامل مؤثر بر زمان تصویر برداری MRI، تعداد گام‌های کدینگ فازی را که تأثیر مستقیم نیز بر رزولوشن دارد کم کنیم. بدین معنی که یک تصویر با ماتریس ۱۲۸*۱۲۸به ۱۲۸نمونه برداری نیازمند است و اگر تعداد نمونه برداری نصف شود باعث نصف شدن زمان در ازای پایین آمدن رزولوشن تصویر می‌شود، با کمک تصویر برداری موازی می‌توان با تعداد نمونه برداری‌های کمتر رزولوشن مطلوب را به دست آورد. بدین ترتیب که در تصویر برداری معمولی پیش از هر نمونه برداری توسط یکی از گرادیان‌ها عمل کدینگ فاز، صورت می‌پذیرد تا نقاط مختلف از نظر فاز از یکدیگر متمایز شوند؛ ولی در تصویر برداری موازی هنگامی که المان‌های کویل در جهت کدینگ فازی قرار گرفته باشند، عمل کدینگ می‌تواند با استفاده از تفاوت حساسیت‌های المان‌های کویل‌ها صورت پذیرد و سبب کاهش فعالیت گرادیان کدینگ فاز شود. تصویر برداری موازی به تعدادی از گیرنده‌ها برای جمع‌آوری اطلاعات نیاز دارد. این تکنیک‌ها با استفاده از مجموعه سطوح کویل‌های قرار گرفته شده در کنار هم و گرفتن همزمان از چندین مجموعه داده کاهش یافته انجام می‌شود. به این ترتیب آرایه ای از کویل‌های گیرنده برای کاهش بیشتر زمان جمع‌آوری داده‌ها به کار می‌روند. این روش به‌طور کلی با سایر روش‌های متداول تسریع تصویر برداری متفاوت است. حساسیت هریک از کویل‌ها تابعی از مکان است. در تصویر برداری موازی، داده‌های هر قسمت، به وسیلهٔ تمامی کویل‌های گیرنده جمع‌آوری می‌گردد. زیر مجموعه اخذ شده فضای K به وسیلهٔ هر کویل، اگر به تنهایی برای تشکیل تصویر به کار رود به خاطر عدم رعایت شرط فرکانس نایکوئیست داری بدنمایی است. رفع این مشکل ممکن است که در فضای تصویر یا فضای K انجام پذیرد. الگوریتم‌های مختلفی برای بازسازی تصاویر در تصویر برداری موازی به کار می‌رود مانند حساسیت کدینگ(SENSE)، تصویر برداری موازی حساسیت مکانی (SMASH),(PILS)و(GRAPPA).

## نیازهای تصویر برداری تشدید مغناطیسی موازی
یکی از مهم‌ترین ارکان تصویر برداری موازی کویل‌های گیرنده با آرایه‌های مناسب می‌باشد، که با توجه به نوع کاربرد انتخاب می‌شوند. آرایه کویل‌ها برای مثال شامل ۲ تا ۸ المان هستند. هندسه و چیدمان کویل‌ها برای رسیدن به SNR مطلوب بسیار حائز اهمیت است، همچنین ثابت نگه داشتن حساسیت مکانی کویل‌ها در طول تصویر برداری مهم است. علاوه بر این تعیین کردن حساسیت‌های خاص برای اطمینان از بازسازی تصویر در تصویر برداری موازی، مهم است که این نیاز به وسیلهٔ انجام دادن اندازه‌گیری مرجع اضافی درشروع آزمایش برطرف می‌شود. می‌توان به‌طور تناوبی مرجع ویژه ای با گرفتن هر تصویر اعمال نمود.

## کاربردهای تصویر برداری تشدید مغناطیسی موازی
تصویر برداری موازی می‌تواند برای کاهش زمان اخذ داده‌ها در ارتباط با همه رشته‌های موجود و مکانیسم کنتراست استفاده شود. این نوع تصویر برداری ویژگی های کنتراست را تغییر نمی‌دهد، بنابراین تصویر می‌تواند با همان روش‌ها مانند روش نقطه متقابل تفسیر شود. عامل شتاب در این تصویر برداری، عاملی است که تعداد خطوط فضای K نمونه برداری شده کاهش یافته را مشخص می‌کند. در تصاویر سه بعدی نیز به خاطر دو جهت بودن PE عامل شتاب حتی تا ۴ افزایش می‌یابد. در این نوع تصویر برداری با کاهش تعداد گرادیان‌ها نویز نیز کاسته می‌شود.